# Територии под българска окупация в Недичева Сърбия (1942 – 1944)
Териториите под българска окупация в Недичева Сърбия (1942 – 1944) са завзети от България през 1942 и 1943 година. Това става по силата на тайно българо-германско споразумение от декември 1941 г. В резултат на предприетите поетапно действия до есента на 1943 година почти цялата територия на остатъчна Сърбия попада под български контрол. Корпусът формално е под командването на главнокомандващия германските войски в Сърбия. Окупационният корпус води бойни действия от януари 1942 до август 1944 г. съвместно с части на правителството на генерал Милан Недич против четниците на Драголюб Михайлович, но основно с партизаните от Югославската народна освободителна армия. Освен това българската армия извършва репресии над сръбското население, подкрепящо Съпротивата. Точният брой на цивилните жертви не е известен, но със сигурност са няколко хиляди. В края на август 1944 година щабът на Окупационния корпус получава заповед да започне поетапно изтегляне към старата граница. При оттеглянето личният състав на корпуса наброява 33 635 души, а равносметката за периода е 8450 ранени, пленени, безследно изчезнали и убити войници и офицери.

## Предистория
Между 6 – 17 април 1941 г. силите на Оста нападат и окупират Кралство Югославия след извършения преврат от генерал Душан Симович, посредством който на практика Югославия денонсира присъединяването си към Тристранния пакт. Българските войски навлизат в Югославия на 19 април същата година анексирайки не само т.нар. Западни покрайнини, но и източните части на Поморавието при нова граница с остатъчна Сърбия, съвпадаща с тази определена съгласно Санстефанския договор. След капитулацията на Югославия, на територията на остатъчна Сърбия е установено временно германско военно управление. На 1 май 1941 г. е формирано временно сръбско правителство, а на 29 август същата година е създадено правителство на националното спасение начело с ген. Милан Недич – бивш началник на югославския Генерален щаб. Впоследствие, през декември 1941 г., по силата на тайно българо-германско споразумение, Райхът настоява Царство България да дислоцира за постоянно войски във вътрешността на остатъчна Сърбия, които да заместят германските военни части – нужни за Източния фронт. Така с цел поддържане на мира, сигурността и спокойствието в Западните български земи, които обхващат голяма част от остатъчна Сърбия по това време е сформиран т.нар. Първи окупационен корпус, начело на който е назначен генерал-лейтенант Асен Николов.

## Начало на окупацията
На 7 януари 1942 г. българските войски навлизат в Шумадия. Контролираното пространство е ограничено на юг от Голяк планина; на изток от река Ибър; гр. Кралево и Крагуевац; на север от гр. Лапово, и на запад от българската граница. Създаден е щаб на Българската армия в Нишка баня. Четирите български дивизии на територията на остатъчна Сърбия са въведени, установени и дислоцирани постфактум съответно така:
1. Двадесет и втора пехотна дивизия – щаб в Ниш (резерв)
2. Двадесет и четвърта пехотна дивизия – щаб в Ужице
3. Двадесет и пета пехотна дивизия – щаб в Пожаревац
4. Двадесет и седма пехотна дивизия – щаб в Прокупле

Границите на заетата територия са конкретизирани с директива на Адолф Хитлер. Научавайки за предстоящото навлизане на български части, ген. Милан Недич заплашва театрално със самоубийство, но е успокоен от немския командващ Бадер, че българската военна интервенция ще се осъществи само от една дивизия, и че Крагуевац и Зайчар няма да бъдат заети от български военни части, предвид оставането на железопътните линии Крагуевац-Кралево и Бор-Зайчар под германски контрол. Най-деликатният момент в българското навлизане в тогавашната остатъчна Сърбия, е включването в окупационната зона на първата сръбска столица през 19 век – Крагуевац, която е и главния град на Шумадия. Въпреки застъпничеството на немския генерал Бенцлер, Хитлер не променя решението за навлизането на българската армия в определените за заемане от нея територии.
В началото на 1943 г., поради усложнената обстановка по фронтовете за силите на Оста, се налага и останалите в бивша Югославия части на Вермахта да бъдат изтеглени, а СС дивизията „Принц Ойген“ е изпратена за участие в операция „Вайс“ и остава за постоянно на територята на съвременна Босна и Херцеговина. Главно по тази причина, части на Първи окупационен корпус участват в операциите от Операция „Шварц“ и Операция „Кугелблиц“. По нареждане на OKW през 1943 г. зоната на отговорност за корпуса е разширена чувствително и фактически обхваща цяла съвременна Централна Сърбия без Белград и Мачва, в т.ч. с територията на Северно Косово. През януари 1943 г. Българската армия навлиза на запад в чисто сръбски етнически територии – областта около гр. Чачак с Драгачево и по поречието на река Сръбска Морава с Иваница – родно място на ген. Дража Михайлович. През юли БА заема и цялата територия на Поморавието по поречието на река Велика Морава досамите покрайнини на Белград, но без самия град, който остава под прекия контрол на Вермахта.

## Военни операции на Българската армия на територията на Западна Сърбия
През есента на 1943 г. от територията на съвременна Босна и Херцеговина (част от НХД) в Западна Сърбия през Дрина нахлуват части на титовите партизани от Югославската народна освободителна армия – във фронтално и предварително планирано нападение. Партизаните заемат фронт, охраняван от Двадесет и четвърта пехотна дивизия, който започва от град Прибой на река Лим и стига до село Перуча при Байна Баща, включително южните части на планините Тара и северните на Златибор. Главна цел на нападението е град Ужице. Партизаните искат да си възвърнат територията, която е била под техен контрол до края на 1941 г., а това е т.нар. Ужичка република, т.е. символно да продемонстрират нарасналата им военна мощ. В битка за село Кремна те успяват да изтласкат от позициите им частите на българската Двадесет и четвърта пехотна дивизия, принуждавайки българската армия да се предислоцира на нова позиция пред самия гр. Ужице. След поискана от генерал Симеон Симов логистична подкрепа от танкове и самолети на Вермахта, българската дивизия си възвръща предишните позиции на планината Шарган.

## Изтегляне
На 26 август 1944 г. пред заплахата от настъпващата в Румъния Червена армия правителството на Иван Багрянов обявява неутралитет спрямо губещите ВСВ – Трети Райх и Японска империя. То разпорежда германските войски да напуснат страната, а отказващите да бъдат разоръжени. Същият ден са дадени указания да започне и изтегляне на окупационния корпус от Сърбия. На 4 септември 1944 г. след като става ясно, че новото правителство на Константин Муравиев ще обяви война на Райха, щабът начело с командира на корпуса генерал Асен Николов, и щабовете на българските дивизии, са пленени от части на Вермахта, заедно с по-голямата част от личния състав в съединенията на корпуса, като са и разоръжени. На 6 септември същата година българското правителство взима решение да обяви война на Германия, считано от 8 септември същата година. Целта е в този срок да се прегрупират българските войски във Вардарска Македония и остатъчна Сърбия, за да не позволят на германците да настъпят внезапно към София с цел преврат. На 6 септември 1944 г. в щаба на Българска армия е получена заповед всички окупационни части да се прегрупират и след това заедно да се изнесат към старите български граници отпреди 1941 г. Така останалата част от личния състав изоставя техниката и тежкото си въоръжение и започва хаотично оттегляне към старите предели на Царство България. Същия ден на българско колебание и на деня на Съединението, англо-американската съюзническа авиация срива от бомбардировки Лесковац в най-мащабната бомбардировка в историята на Балканите – загиват между 4 хиляди и 7 хиляди цивилни от общо 28-хилядното население на града. Напълно изличени са няколко квартала на града, а общо са унищожени 1840 граждански обекта.

## Повторно навлизане в остатъчна Сърбия
На 18 септември 1944 г. българската армия преминава в оперативно подчинение на командващия Трети украински фронт маршал Фьодор Толбухин. Пред българската армия, вече като част от силите на съветския Трети украински фронт, е поставена задачата да осигури левия фланг на Червената армия, т.е. да разгроми противниковите сили в остатъчна Сърбия и Вардарска Македония – с цел да прекъсне пътя за отстъпление на Група армии „Е“ от силите на Вермахта, дислоцирани в Гърция. От 8 до 14 октомври 1944 г. българските войски провеждат настъпателната Нишка операция, като част от Белградската операция, навлизайки отново на територията, която са заемали в периода от 1942 г. до август 1944 г. БА побеждава обединените сили на 7-а СС доброволческа планинска дивизия Принц Ойген и на руския охранителен корпус, след което овладява Ниш. По време на настъплението, Югославската народна освободителна армия има указание да се отнася към българите като към окупационни сили, т.е. да ги провокира. По този начин, под политическия натиск на Тито, след повторното освобождение на Вардарска Македония и Поморавието, Втора и Четвърта български армии са принудени да се изтеглят повторно в старите предели на Царство България, като само Първа българска армия е оставена в разпореждане на командването на Трети украински фронт на територията на остатъчна Сърбия – за по-нататъшно участие във войната. Първа българска армия преминава през Белград, придвижвайки се на позиции на север към Унгария – на река Драва.